# تاریخ علم در عصر رنسانس

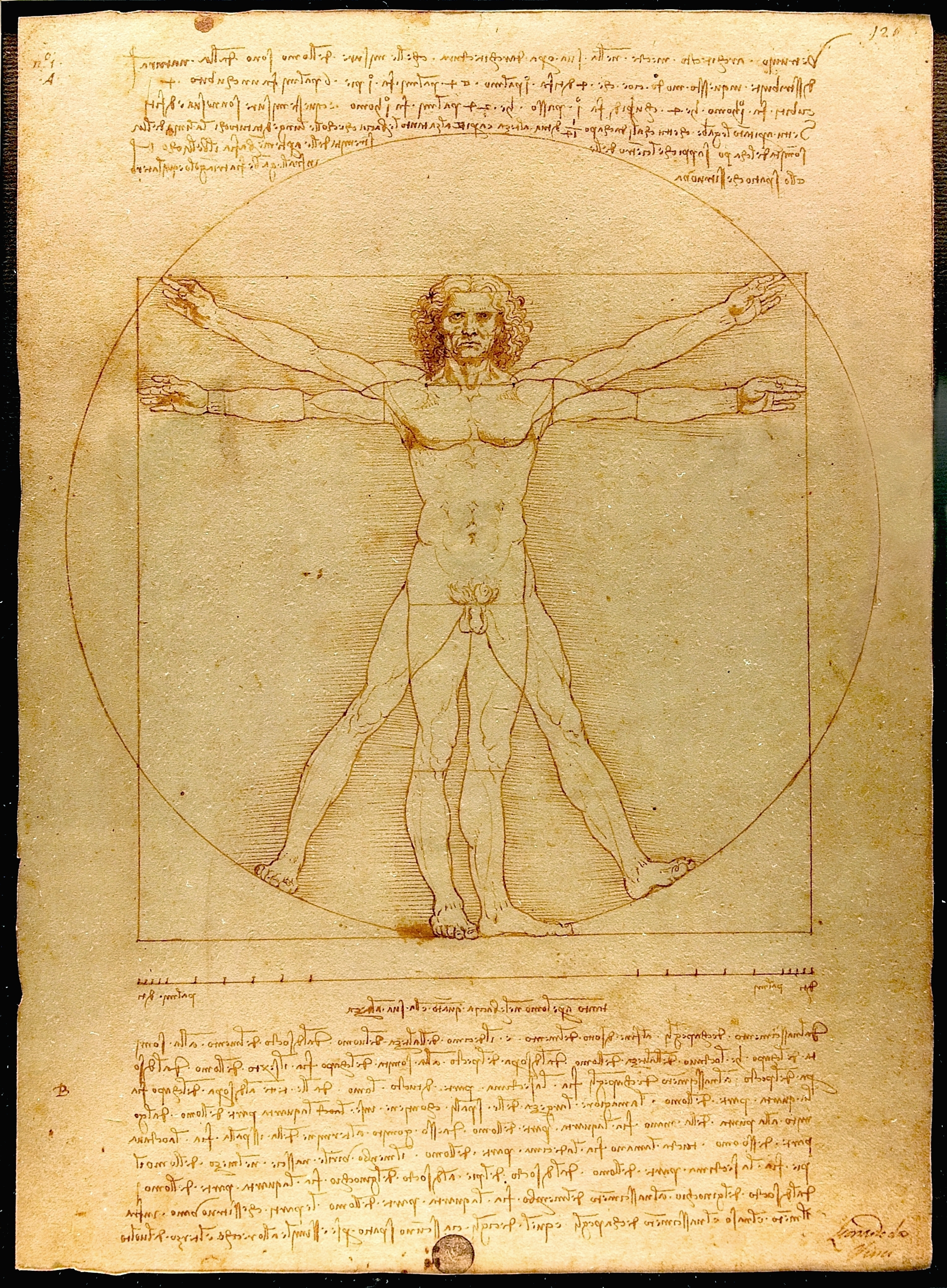
اثر مرد ویترویوسی از لئوناردو دا وینچی، نمونه‌ای از در هم آمیختن هنر و علم در عصر رنسانس

تاریخ علم در عصر رنسانس بیانگر پیشرفت‌های چشمگیری در زمینه جغرافیا، نجوم، شیمی، فیزیک، ریاضیات، سیستم تولید، کالبدشناسی و مهندسی در دوران رنسانس، حاصل آمد. این تحولات با کشف دوبارهٔ متون علمی باستان پس از سقوط قسطنطنیه در ۱۴۵۳ میلادی شدت بیشتری گرفت و با اختراع چاپ، امکان آموزش عمومی و انتشار سریع ایده‌ها را فراهم آورد.